# Phepsalostoma
Phepsalostoma là một chi bướm đêm thuộc họ Cosmopterigidae.